# Comme des Garçons
Comme des Garçons je japonská oděvní společnost, kterou v roce 1969 založila módní návrhářka Rei Kawakubo.
V pozdějších letech pro ní navrhovali například Džunja Watanabe a Tao Kurihara. V sedmdesátých letech se společnost postupně stala úspěšnou a roku 1981 uspořádala první přehlídku v Paříži. Na podzim 2008 společnost představila společnou kolekci se švédskou firmou H&M.

## Galerie

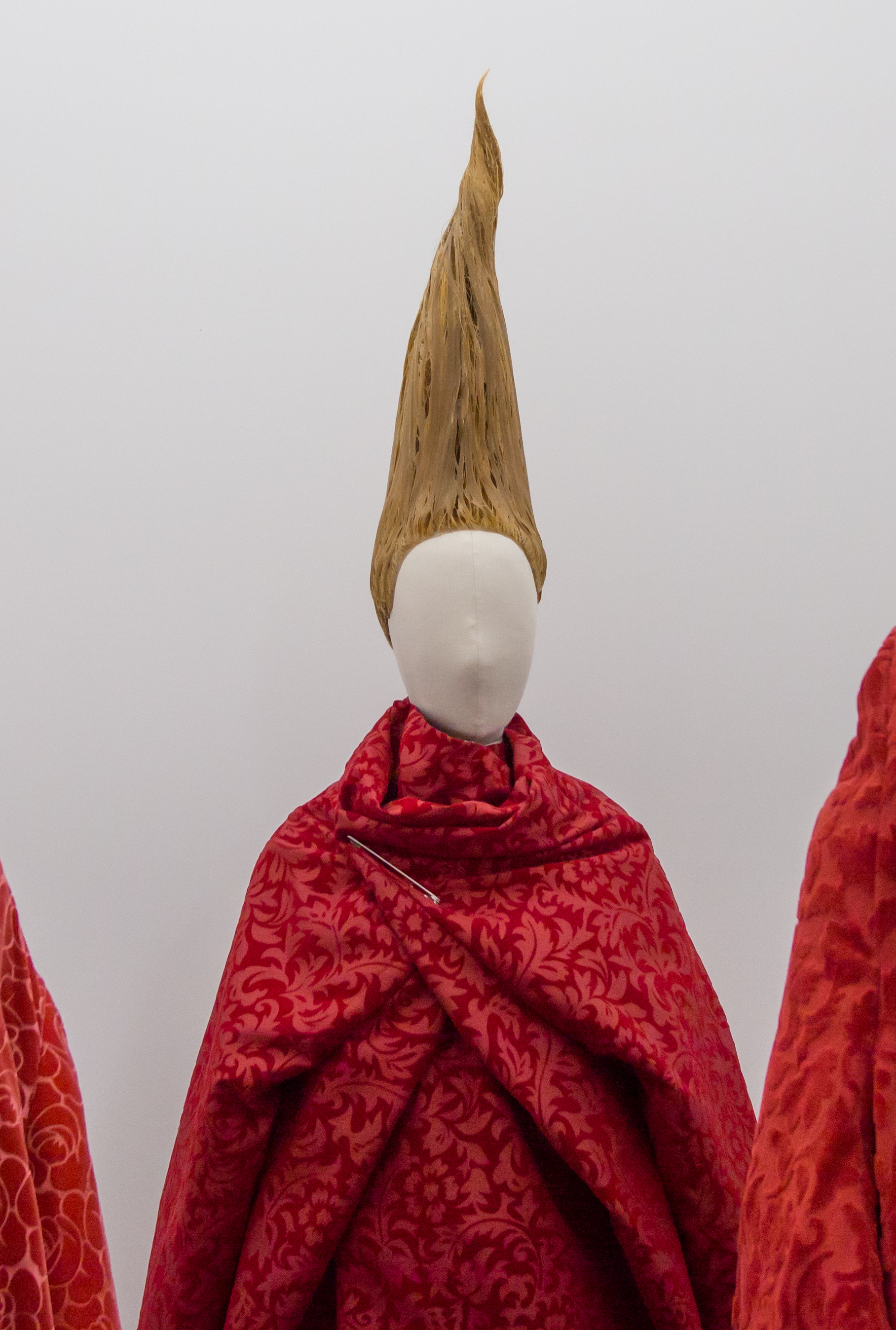
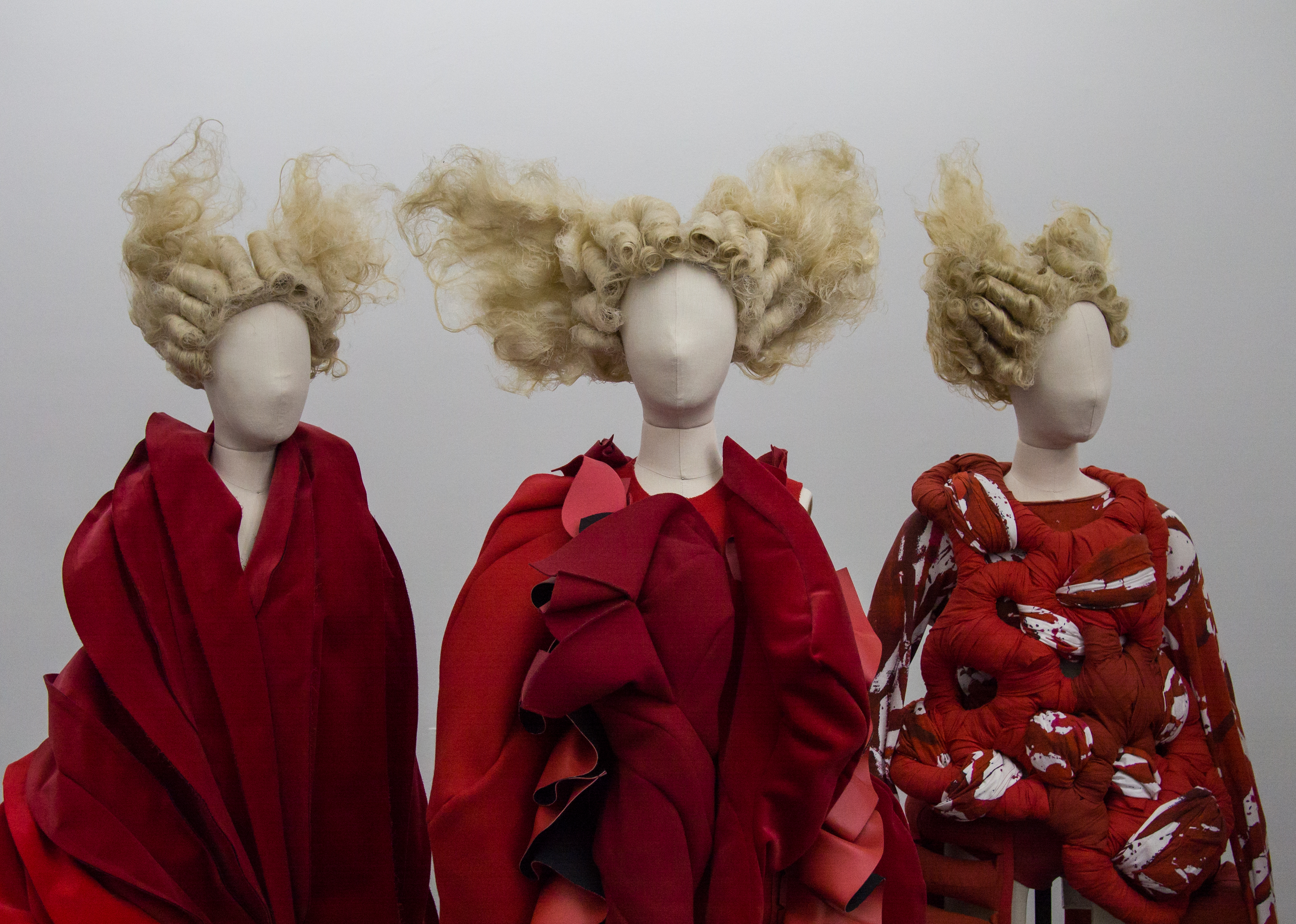
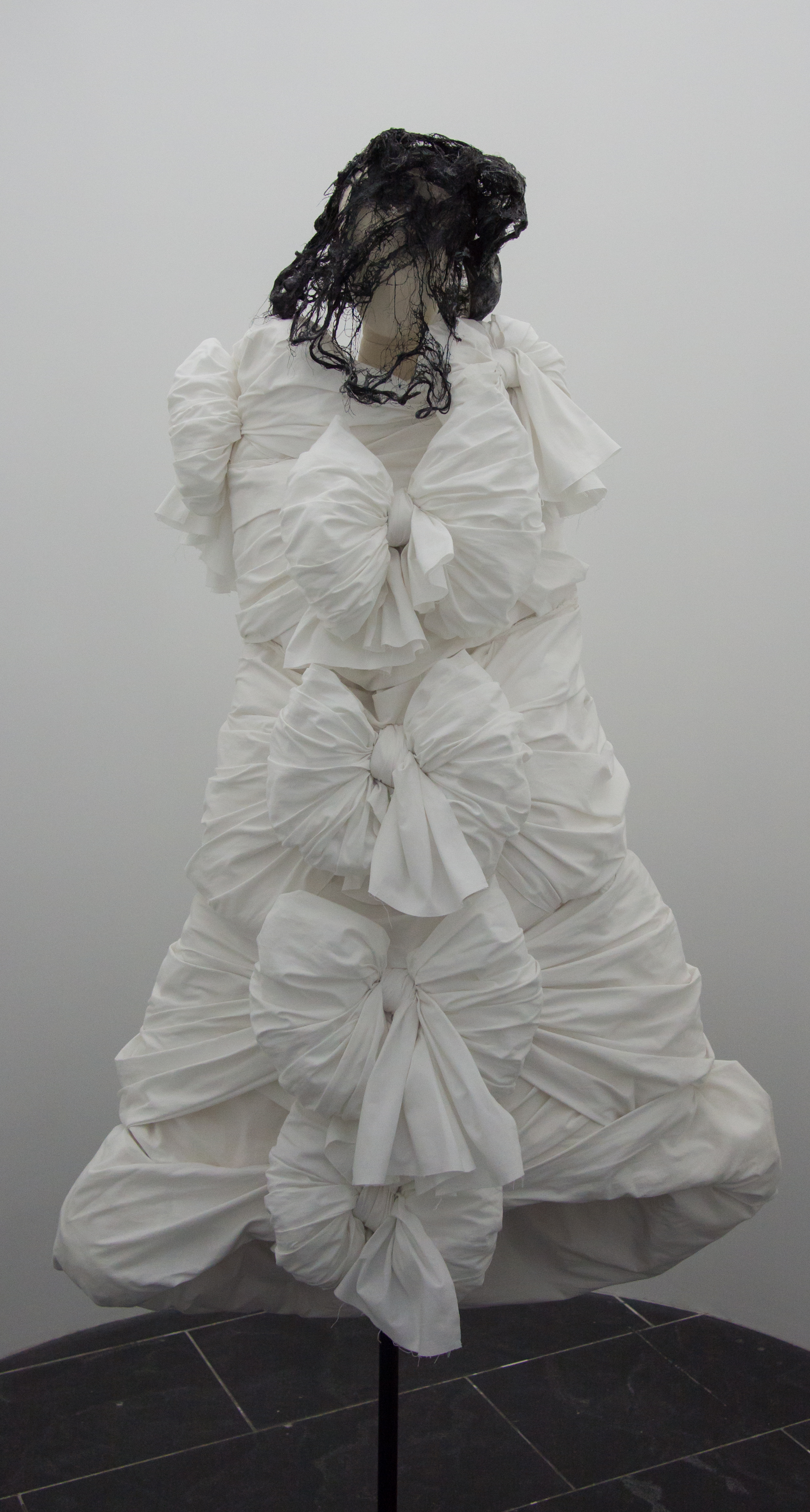
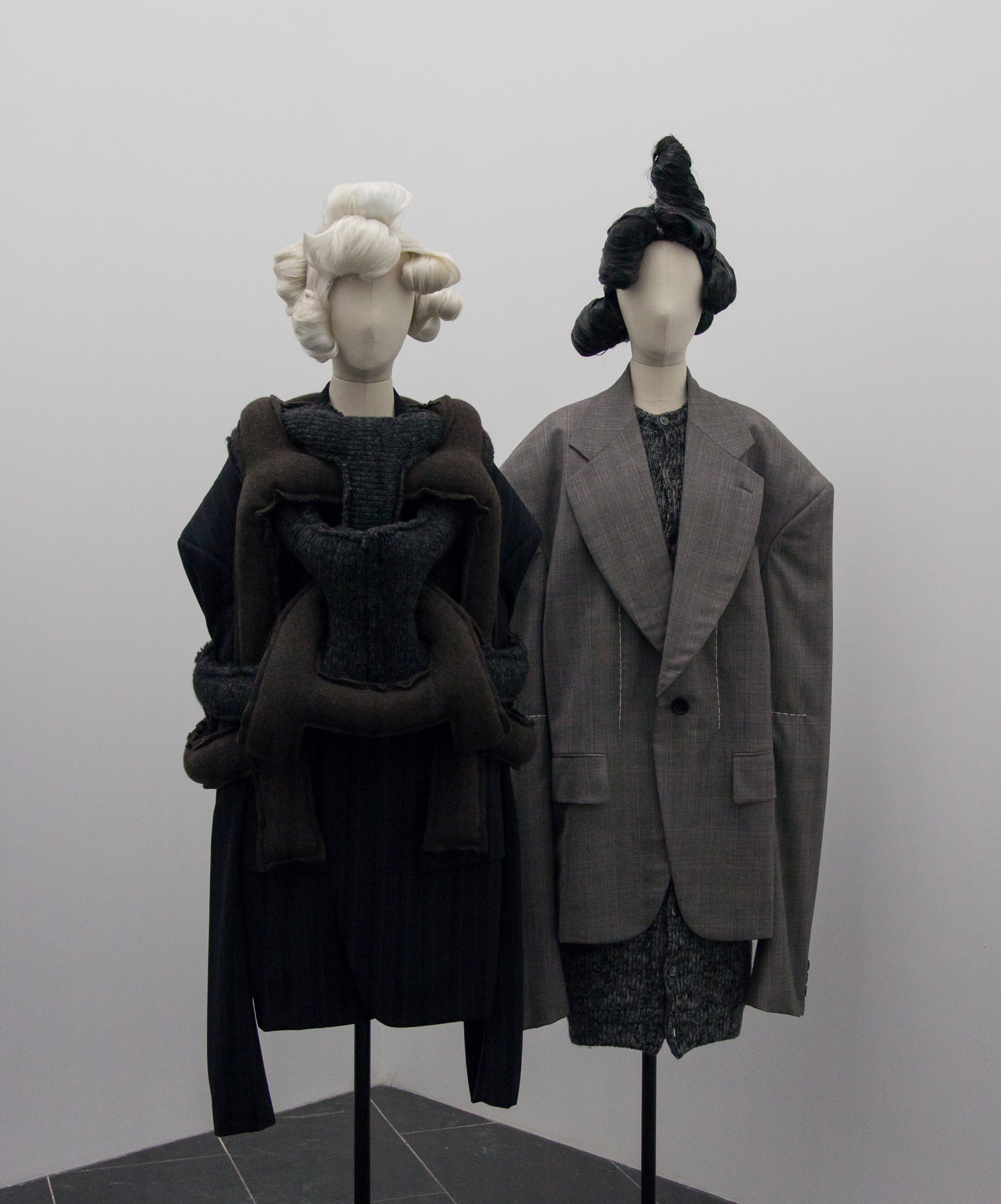
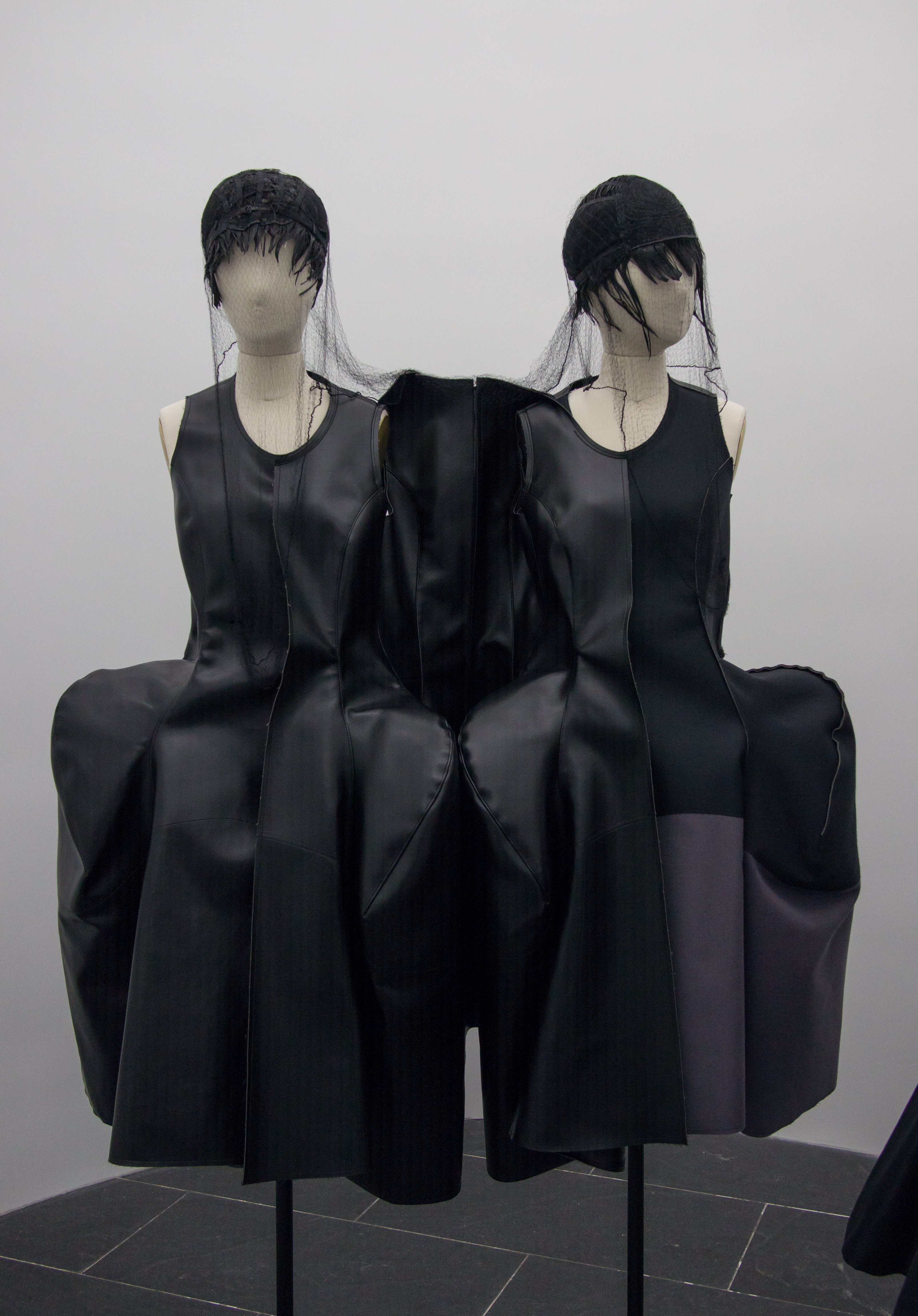
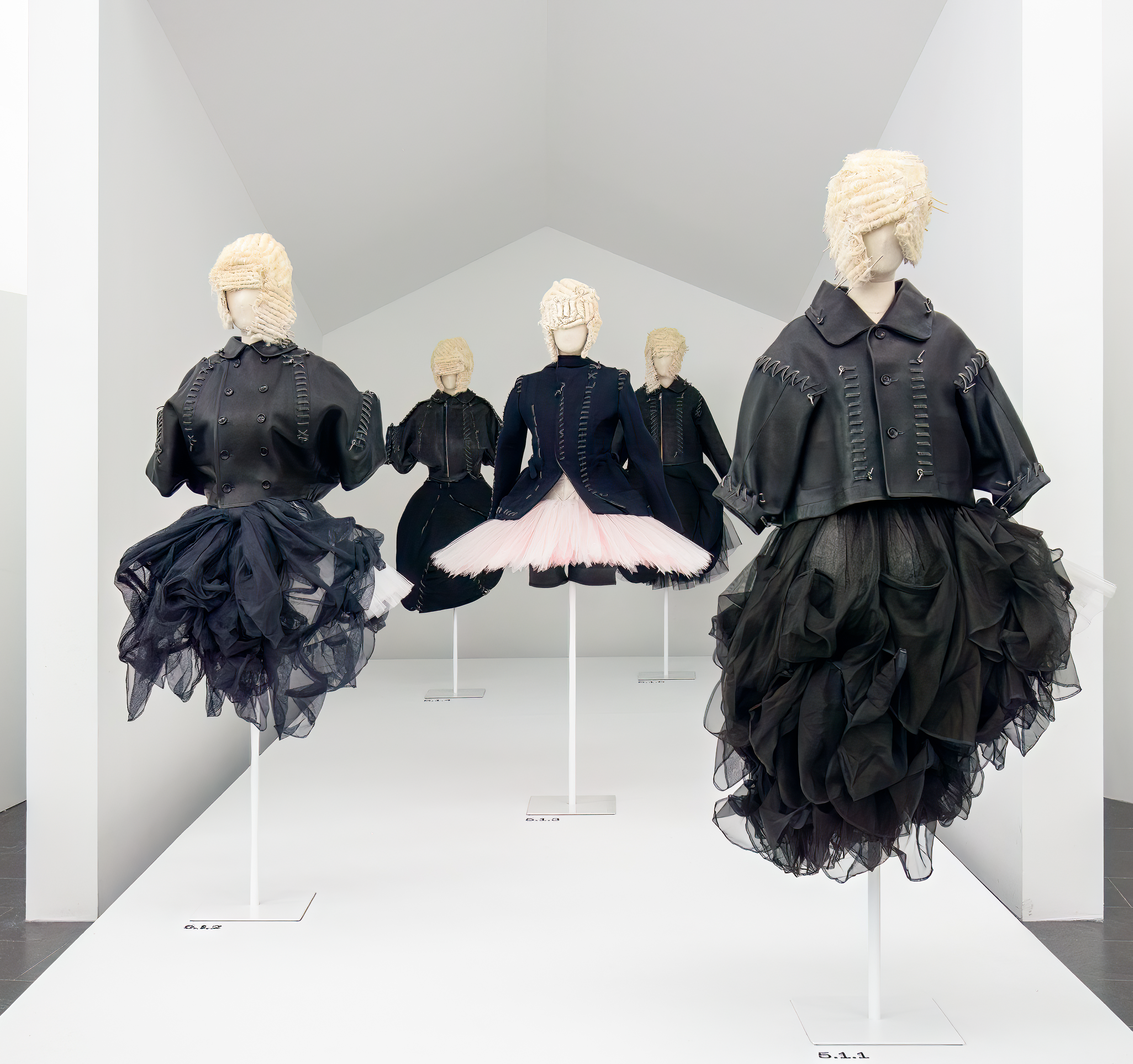
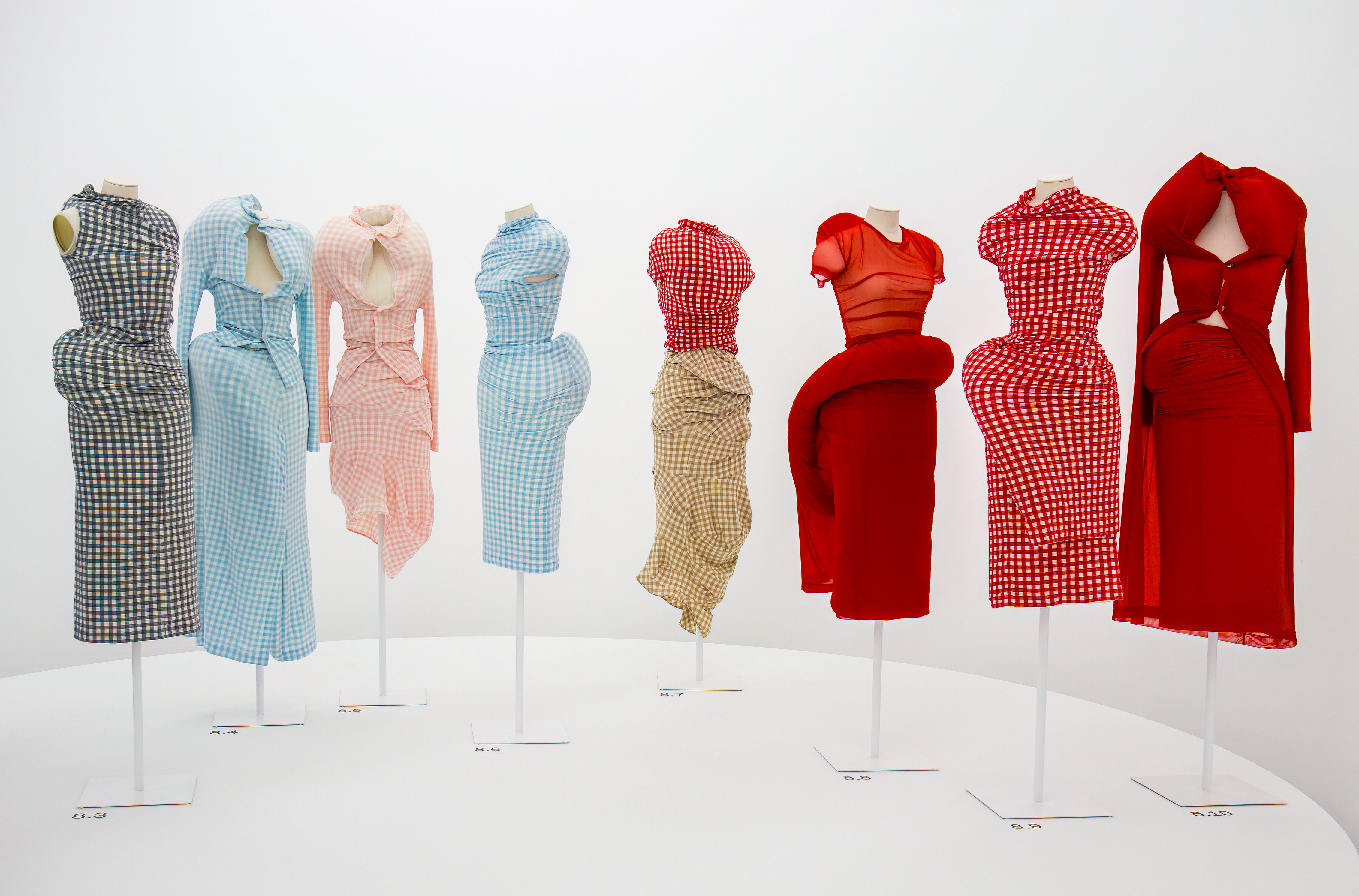
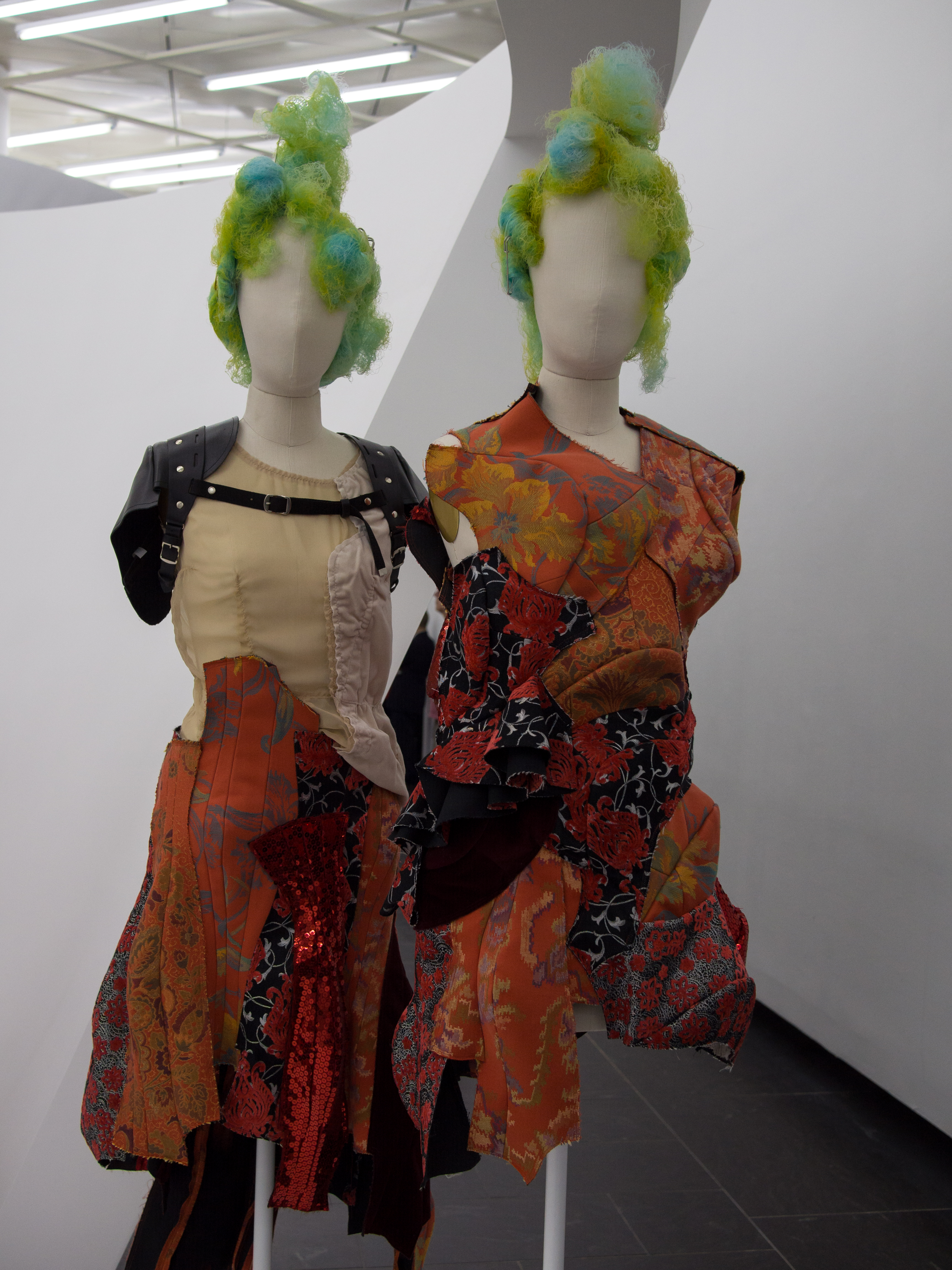
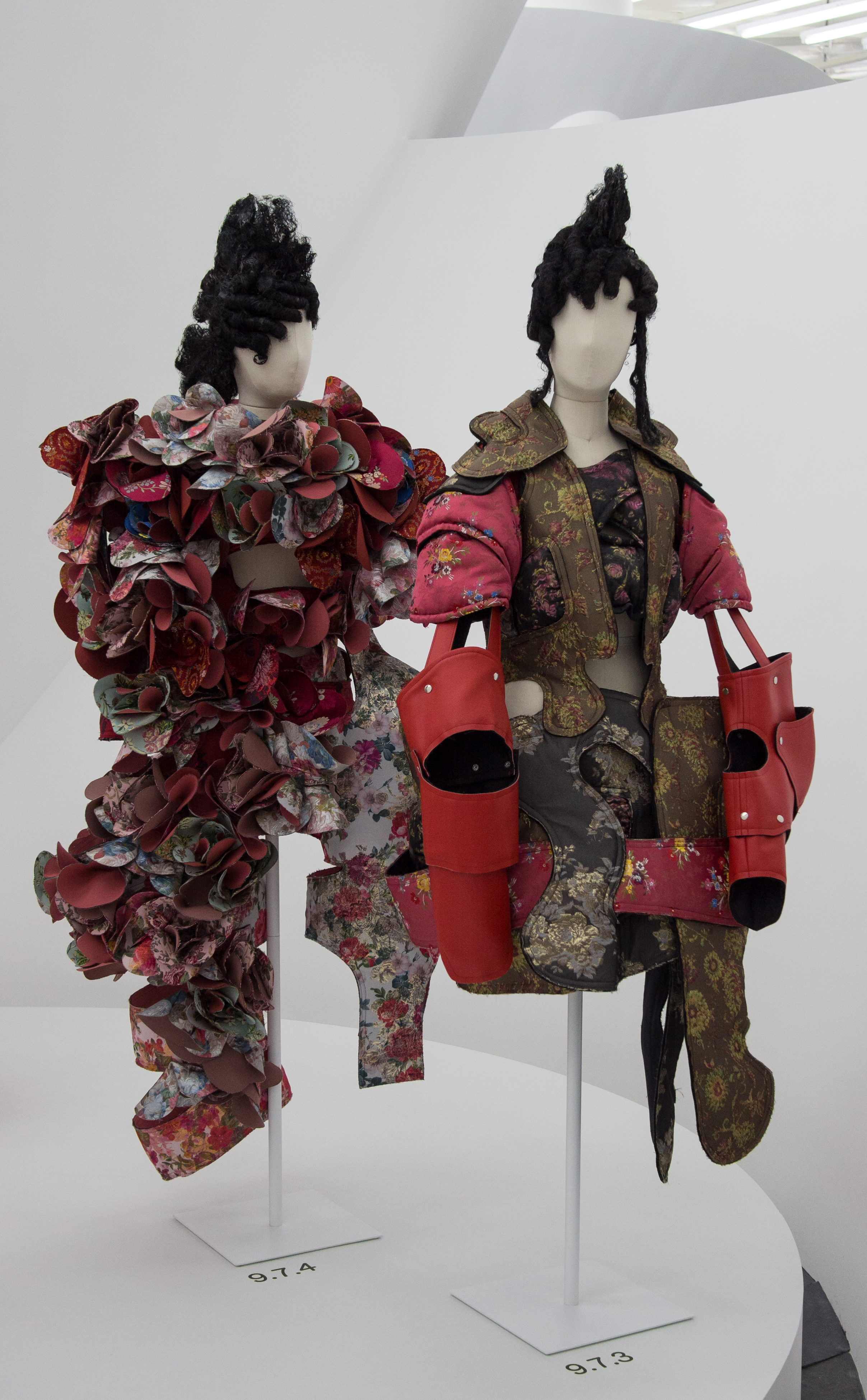
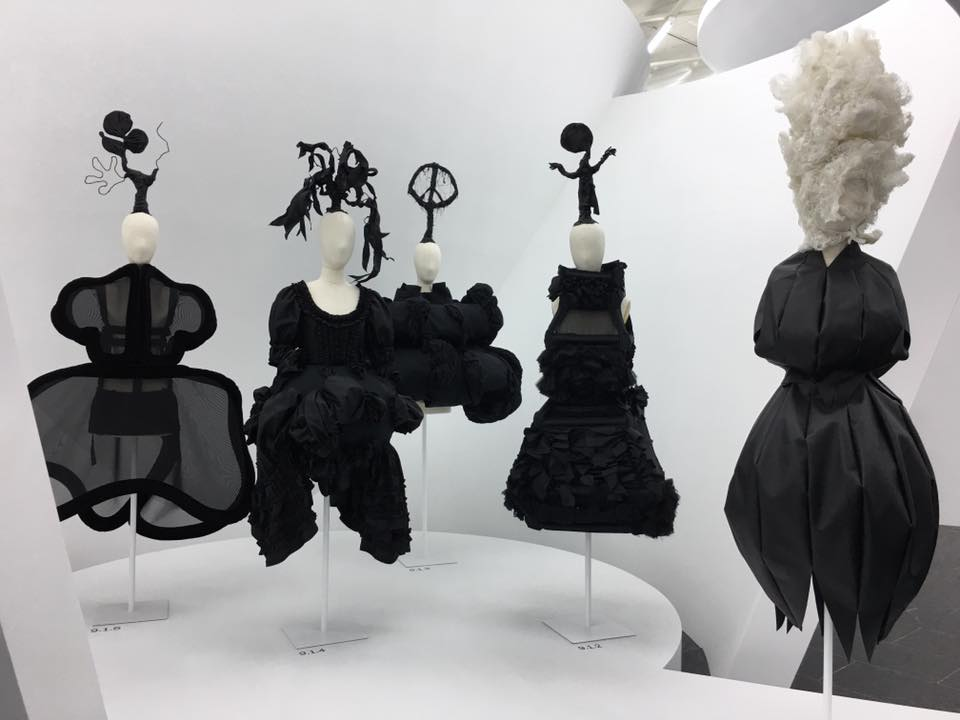
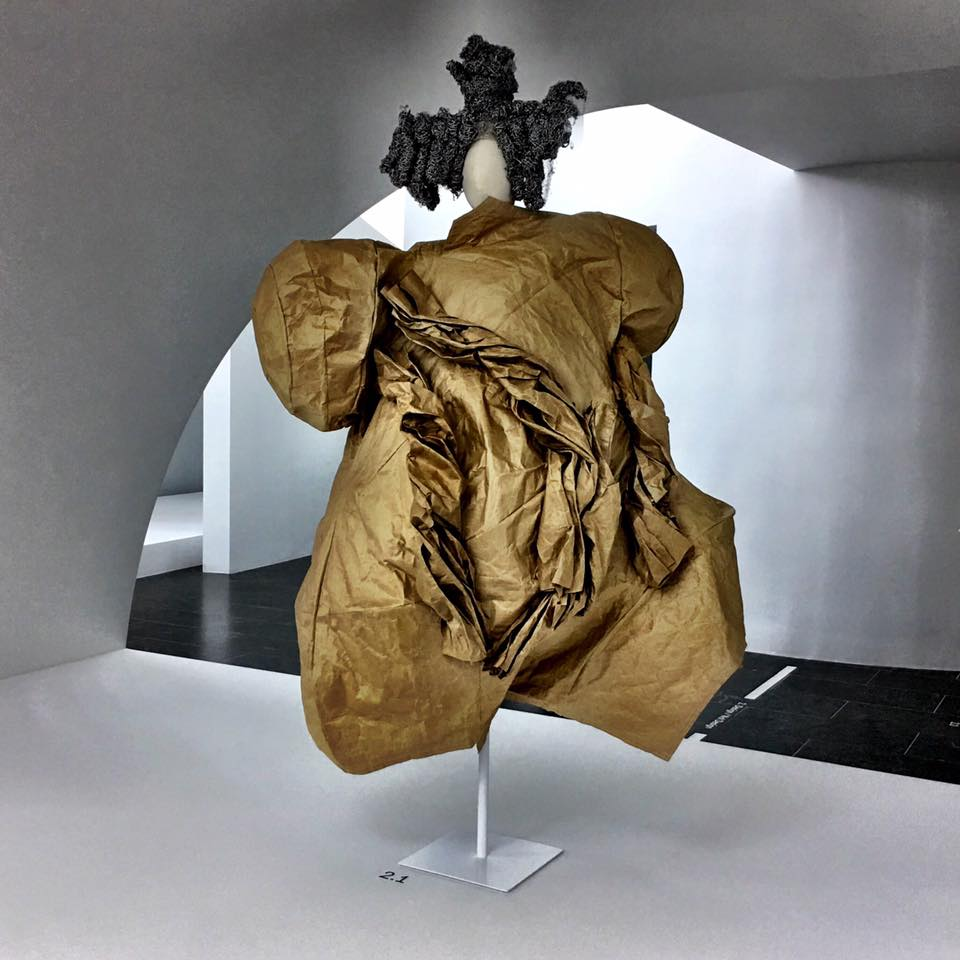
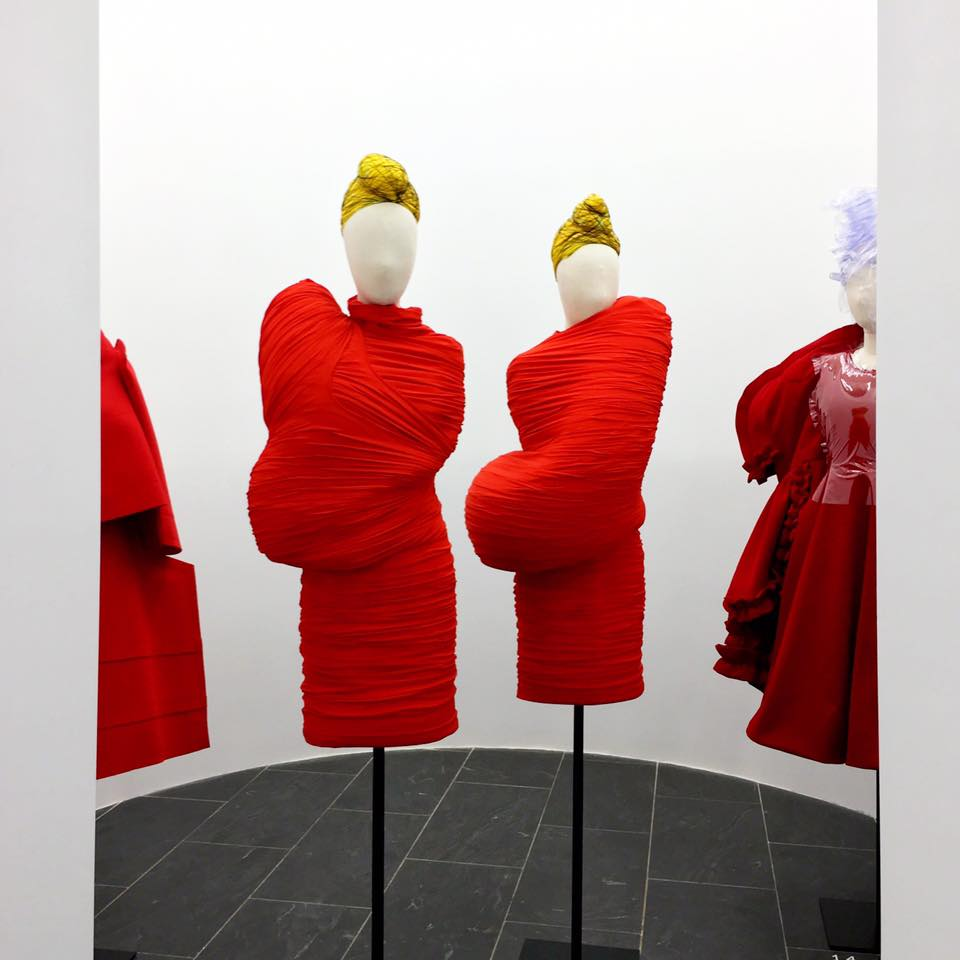